# ベルサイユのトラック姐ちゃん
『ベルサイユのトラック姐ちゃん』（ベルサイユのトラックねえちゃん）は、NET（現・テレビ朝日）などで1976年4月30日から9月17日まで、金曜日21時 - 21時54分枠にて全19話が放送されたNET・東映製作のテレビドラマである。

## 概要
東映の人気映画・「トラック野郎」シリーズに便乗して作られた作品。また、当時人気があった漫画・『ベルサイユのばら』からもタイトルを引用している。
舞台は原宿にある花屋の『ベルサイユ花店』で、花の配達、送り届けには派手に飾ったデコトラ（ベースは初代トヨタ・ハイエーストラック）を使っている。花屋の主人・夕子と田舎出身の女性店員たちが、様々な事件、依頼を解決していく物語。メンバーは、みんな空手、柔道などが得意ということになっている。

## キャスト
- 花村夕子：浜木綿子 - ベルサイユ花店主人。（第1話－第8話・第11話－第13話・第15話・第17話－第19話）
- 川本蘭子：中村晃子 - ベルサイユ花店員。（第1話－第16話・第19話）
- 岡野小百合：木原光知子 - ベルサイユ花店員。演じた木原同様に、岡山県出身という設定。（第1話－第12話・第14話－第19話）
- 山田藤子：田坂都 - ベルサイユ花店員。
- 原菊江：ホーン・ユキ - ベルサイユ花店員。（第1話－第16話・第19話）
- ゆかり：山本由香利 - 花村家に居候する親戚の女子高生。（第1話－第3話・第6話－第19話）
- あい子：藍とも子 - スナック『ジョーズ』店員。第3話からレギュラー出演（第3話－第19話）
- いずみ：吉川いずみ - スナック『ジョーズ』店員。第15話からレギュラー出演（第15話－第19話）
- マモル：五十嵐守 - スナック『ジョーズ』のバーテン
- チャコ：中島ゆたか - スナック『ジョーズ』店員。第3話から第14話までレギュラー出演（第3話・第5話・第6話・第14話）
- 朱美：マッハ文朱 - ベルサイユ花店員。第15話からレギュラー出演（第15話－第19話）
- 花村勘治：田崎潤 - 夕子の父でベルサイユ花店の会長。元刑事。
- みどり：五月みどり - ベルサイユ花店近くのスナック『ジョーズ』のママ。（第1話・第3話・第5話・第10話・第13話・第14話・第17話）

## ゲスト
| 回数 | サブタイトル             | ゲスト |
| ---- | ------------------------ | --- |
| 1    | ベルトラ姐ちゃん一番手柄 | 水谷豊／水原麻記、赤塚真人／沖田駿一、団巌、水原仗二／工藤聖一、木村修、溜健二、江藤昭／林正秋、渡辺義文、森田信江｜擬斗:伊達弘／芦屋雁之助                                                                  |
| 1    | ベルトラ姐ちゃん一番手柄 | 友情出演：川地民夫、大泉滉、深江章喜 |
| 1    | ベルトラ姐ちゃん一番手柄 | 特別出演：小林亜星 |
| 2    | ベルトラ姐ちゃん大暴れ!  | ハナ肇／磯村みどり／永野裕紀子、水原麻記／武藤章生、関山耕司／北見敏之｜擬斗:水原仗二／岡田正典、深野秀文、御厨義信／由利徹                                                                                  |
| 3    | ベルトラ姐ちゃん大進撃!  | 峰岸徹／佐野厚子／速水亮、牧れい／小沢正志、橋本千恵子、藤木あけみ、山本緑／山田光一、伊藤慶子、木村修｜擬斗:水原仗二                                                                                        |
| 3    | ベルトラ姐ちゃん大進撃!  | 特別出演：宍戸錠、玉川良一、大石悟郎、十勝花子、水木襄、寺島達夫、遠藤幸吉、小島三児、葉山良二 |
| 4    | ベルトラ姐ちゃん必勝法!  | 石橋蓮司／三島ゆり子／人見きよし、平凡太郎／人見明、山田禅二／谷本小代子、武内正治、降旗慶一／樋口一｜擬斗:伊達弘／今井健二                                                                                  |
| 5    | ベルトラ姐ちゃん大奮闘!! | ビーバー／頭師孝雄、二條朱実／三角八郎、佐藤晟也／名倉美里、河合絃司／山田光一、打越章之／三谷真理子、石井景子｜擬斗:伊達弘／藤村有弘                                                                        |
| 6    | ベルトラ姐ちゃん大声援!! | 遠藤真理子、喜久川清／井上総子、久地明／麻生龍、溜建二、菊地太／佐野美智子、新井奈津江、佐藤多賀子／池田幸枝、鈴村浩子｜擬斗:水原仗二／砂塚秀夫、永井秀明                                                    |
| 6    | ベルトラ姐ちゃん大声援!! | 特別出演：ケーシー高峰、楠トシエ、横山あきお、佐山俊二 |
| 7    | 恋とダイヤに御用心!      | 川地民夫／スマイリー小原／鍋谷孝喜、太古八郎／小沢章治、上田博／木村修、水永裕二郎｜擬闘:水原仗二／花沢徳衛                                                                                                  |
| 8    | 拳銃はやわ肌がお好き     | 衣笠恵子／山本紀彦／長谷川弘、内田勝正／新井麗子、山本緑／橘家圓平、橘家三蔵、月の家かがみ／川村和子、左右田洋子｜擬闘:伊達弘                                                                                |
| 9    | 花の素肌が燃えるとき     | 河原崎長一郎／マリア・エリザベス、森田日記／曽根将之、松岡まり子／山田きよし、香山秀美、進藤幸／武内正治、長谷川良文、大野悌尚／甲斐順子、西森潤子、水永裕二郎／振付:漆沢政子、擬闘:伊達弘／茶川一郎、大泉滉 |
| 10   | どうして裸で誘拐するの?  | 小松みどり／深江章喜／三島史郎、藤山浩二／団巌、横山繁｜擬闘:水原仗二／水島道太郎／小林亜星 |
| 11   | わたしの蜜を吸って!      | 和田浩治／林ゆたか／山内えみこ／岡部正純、石田庸子／大阪憲、細沼茂、仲井とし江｜擬闘:水原仗二 |
| 12   | 怪談 黒百合館の怨霊      | 三宅くにこ／清川新吾／なかいまよし子／三重街恒二｜擬闘:伊達弘／細川俊夫 |
| 13   | 女は捨て身で勝負する     | 人見きよし、西尾三枝子／倉石功、水村泰三／三夏伸、山田禅二、海野かつを／相馬剛三、三縄智、田中力／桐島好夫、千代田恵介｜擬闘:水原仗二／浅香光代                                                              |
| 14   | 女の裸は二度見たい       | 岸部シロー／井原幹雄、江藤昭／菊地太、松沢勇／池上明治、勝光徳／桜井雄一郎、野山音一｜擬闘:水原仗二／玉川良一                                                                                                |
| 15   | サウナ風呂珍騒動         | マッハ文朱／中田博久、菅野直行／折原真紀、吉川いずみ／多宮健二、渡辺義文／鹿地史郎、徳田雅之、藤井秀之／宍戸まゆみ、滝本多美子、藤田博美｜擬闘:伊達弘／南利明／岡部正純※ノンクレジット                       |
| 16   | 女は裸で一人旅           | 佐良直美／原口剛、有吉ひとみ／吉川いずみ、中野宣之／ミスター珍、金井進二／沢美鶴、藤井正幸、熱田武宏｜擬闘:伊達弘／今井健二                                                                                  |
| 17   | 古都の夜 女は燃える      | 西沢利明／蜷川幸雄／吉川いずみ、若尾義昭／大谷淳、森祐介、下元年世／柴田千亜子、飯田宗孝｜擬闘:水原仗二 |
| 18   | 京都の恋に裸はぬれる     | 谷隼人／渡辺やよい、八並映子／夢路いとし、喜味こいし、新井麗子／小鹿番、吉川いずみ、佐藤京一／田中筆子、江藤昭、はやみ竜次／小原有美子、己谷町子｜擬闘:水原仗二／殿山泰司                                    |
| 19   | 燃える女の子守唄         | 杉本美樹／鈴江京子／川代家継、羽田勉／吉川いずみ、田川勝雄、大東梁佶／鈴木恒、徳田雅之｜擬闘:伊達弘／富田仲次郎／葉山良二                                                                                    |

## スタッフ
- プロデューサー：高橋正樹（NET）、大久保忠幸（東映）、深沢道尚（東映）
- 音楽：筒井広志
- 音楽製作：あんだんて
- 衣裳協力：カントーグループ、斉憲
- 生花提供：第一園芸
- 協力：ホテル平城、奈良交通（第17話）、明星観光（第18話）
- 撮影：林七郎、藤本茂
- 照明：中川勇雄、高橋弘
- 録音：上出栄二郎、日吉裕治、大谷清、織本道雄
- 編集：山口一喜、成島一城、松谷正雄
- 美術：桑名忠之、加藤雅俊、井上明
- 進行：武居勝彦、橋本鉄雄、高谷正寛、沼尾和典、長橋勇、久住正平
- 計測：斉藤健、松井由守
- 記録：伊藤明子、山内康代、石川和枝
- 助監督：服部和史、加島忠義、三ツ村鐵治、三村道治、辻理、中津川勲
- スタイリスト：貴妃子
- 装置：紀和美建
- 装飾：装美社
- 現像：東映化学
- 制作：NET、東映

## 主題歌
- オープニング：『ツッパリ・ブギ』 作詞：保富康午、作曲：小林亜星、編曲：筒井広志、歌：シンガーズ・スリー（コロムビアレコード）
- エンディング：『ためらっちゃうワ』 作詞：保富康午、作曲：川口真、編曲：竜崎孝路、歌：山本由香利（コロムビアレコード）
  - 第18話までは1番まで放送。最終回では2番まで延長し、夕子による別れの挨拶と、レギュラーのその後に対する展望が夕子の口から語られた。

〇挿入歌「およげ！たいやきくん（第3話）」五月みどり「ゴルフ小唄（第10話）」佐良直美「ひとり旅（第16話）」

## サブタイトル
| 回数 | 放送日         | サブタイトル             | 脚本                       | 監督       |   |         |                         |                   |          |
| ---- | -------------- | ------------------------ | -------------------------- | ---------- | - | ------- | ----------------------- | ----------------- | -------- |
| 1    | 1976年 4月30日 | ベルトラ姐ちゃん一番手柄 | 永井素夫 瀬川昌治          | 瀬川昌治   |   |         |                         |                   |          |
| 1    | 1976年 4月30日 | ベルトラ姐ちゃん一番手柄 | 永井素夫 瀬川昌治          | 瀬川昌治   | 2 | 5月7日  | ベルトラ姐ちゃん大暴れ! | 田波靖男          | 野田幸男 |
| 1    | 1976年 4月30日 | ベルトラ姐ちゃん一番手柄 | 永井素夫 瀬川昌治          | 瀬川昌治   | 3 | 5月14日 | ベルトラ姐ちゃん大進撃! | 山崎巌 和久田正明 | 村山新治 |
| 4    | 5月21日        | ベルトラ姐ちゃん必勝法!  | 露峰裕子 瀬川昌治          | 瀬川昌治   |   |         |                         |                   |          |
| 5    | 5月28日        | ベルトラ姐ちゃん大奮闘!! | 山崎忠昭 瀬川昌治          | 瀬川昌治   |   |         |                         |                   |          |
| 6    | 6月4日         | ベルトラ姐ちゃん大声援!! | 田波靖男                   | 野田幸男   |   |         |                         |                   |          |
| 7    | 6月18日        | 恋とダイヤに御用心!      | 長谷川公之 宮田達男        | 村山新治   |   |         |                         |                   |          |
| 8    | 6月25日        | 拳銃はやわ肌がお好き     | 牧岡恵子                   | 井田探     |   |         |                         |                   |          |
| 9    | 7月2日         | 花の素肌が燃えるとき     | 和久田正明                 | 原田雄一   |   |         |                         |                   |          |
| 10   | 7月9日         | どうして裸で誘拐するの?  | 山崎巌                     | 野田幸男   |   |         |                         |                   |          |
| 11   | 7月16日        | わたしの蜜を吸って!      | 笠原良三                   | 野田幸男   |   |         |                         |                   |          |
| 12   | 7月30日        | 怪談 黒百合館の怨霊      | 長谷川公之 宮田達男        | 中川信夫   |   |         |                         |                   |          |
| 13   | 8月6日         | 女は捨て身で勝負する     | 須崎勝弥                   | 小山幹夫   |   |         |                         |                   |          |
| 14   | 8月13日        | 女の裸は二度見たい       | 杉本容子                   | 小山幹夫   |   |         |                         |                   |          |
| 15   | 8月20日        | サウナ風呂珍騒動         | 押川国秋                   | 吉川一義   |   |         |                         |                   |          |
| 16   | 8月27日        | 女は裸で一人旅           | 金子武郎                   | 島崎喜美男 |   |         |                         |                   |          |
| 17   | 9月3日         | 古都の夜 女は燃える      | 山崎巌                     | 井田探     |   |         |                         |                   |          |
| 18   | 9月10日        | 京都の恋に裸はぬれる     | 吉岡昭三                   | 井田探     |   |         |                         |                   |          |
| 19   | 9月17日        | 燃える女の子守唄         | 神波史男 奥山貞行 押川国秋 | 永野靖忠   |   |         |                         |                   |          |

- 第10話は五月みどりの三姉弟が共演。
- 第17話は奈良ロケ。
- 第18話は京都ロケ。

## ビデオソフト・配信

### ビデオソフト
- 一般家庭にビデオが普及する前の1981年頃、東映芸能ビデオから第2話『ベルトラ姐ちゃん大暴れ!』、第3話『ベルトラ姐ちゃん大進撃!』、第10話『どうして裸で誘拐するの?』を収録したビデオ全3巻が各4万円で発売された[2]。
- 1998年に東映ビデオから発売されたLD「東映TVドラマ主題歌大全集 現代劇編」第2巻（VHS版では第3巻）にはオープニングとエンディングの映像が収録されている。
- 2017年11月8日にベストフィールドよりデジタルリマスター版のDVD-BOXが発売。

### 配信
- 動画配信サイトの配信ではYouTube「TOEI Xstream theater」で2022年7月6日から1話ずつ1週間の期間限定で配信された（1話のみプレミア公開の後、最終話配信から1週間後まで見られるようになっている）[3]。その後、第16話配信継続中の2022年10月21日より同チャンネルは「東映シアターオンライン」にリニューアル、これを記念して、今まで配信した第2 - 15話と、以後配信された第16話 - 最終回も、全て2022年11月9日まで期間限定で配信（&再配信）された。この後12月1日からは同チャンネルの「据置枠」で、第1・2話が常時無料配信されている。
- 東映オンデマンド（Amazon Prime Video）では全19話配信されている。

## 再放送
2025年現在、初放映から約50年になります。TV局は多数あります。
全ての再放送を書くのは不可能ですから、ここには書かないものとします。

## 関連作品
同じNET（テレビ朝日）・東映製作の番組であり、1976年当時放送中だった。劇中で以下の通り描写がある。
がんばれ!!ロボコン（1974年10月4日 - 1977年3月25日、全118話）
第6話「ベルトラ姐ちゃん大声援!!」（6月4日放送）において、ゆかり（演：山本由香利）とゲストの女性（演：遠藤真理子）が監禁され、脱出するために騒ぎを起こすが、その際に同作の主題歌の出だし（擬音部分のみ）を歌った。なお山本由香利は一時期同作のレギュラーだった。
第9話「花の素肌が燃えるとき」（7月2日放送）では、ゲストの男児がキーアイテムである「新種の花の種」を一時所有していたが、これを譲渡するために交換条件としてロボコンの玩具が提供された。
ザ・カゲスター（1976年4月5日 - 11月29日、全34話）
第9話「花の素肌が燃えるとき」で、ゲストの男児（上記と同一人物）がゲストの女性に「カゲスターごっこ」を誘い、女性がベルスター役を引き受けるが、その際にカゲスター、ベルスターの動画が数秒程度挿入された。なお順番としてはロボコンの玩具シーンよりこちらが先である。